# مصر في الألعاب الأولمبية الصيفية 1928

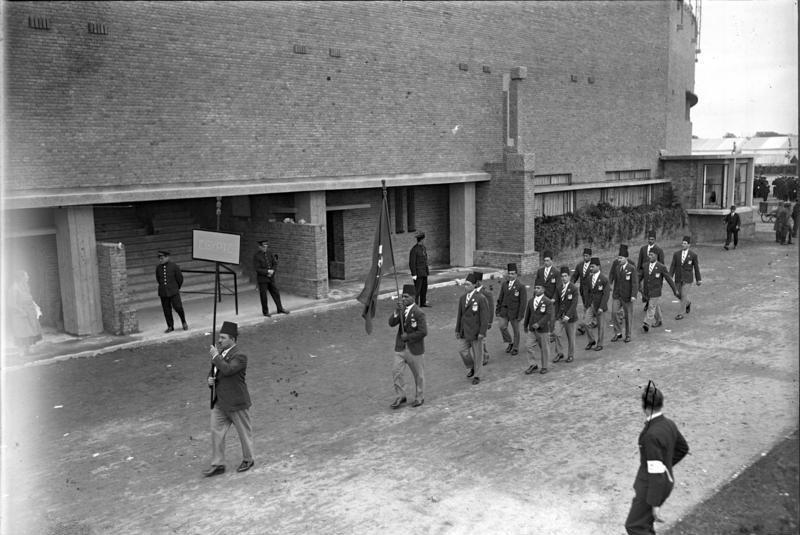
بعثة مصر الأوليمبية 1928

نافست مصر في دورة الألعاب الأولمبية الصيفية 1928 في أمستردام بهولندا، بوفد رياضي من 35 مشارك في 5 رياضات مختلفة.